# Молчановщина
Молчановщина — опустевшая деревня в Котельничском районе Кировской области в составе Спасского сельского поселения.

## География
Располагается на расстоянии менее 1 км на запад от центра поселения села Спасское.

## История
Была известна с 1710 года как починок Молчановский с 1 двором, в 1763 году учтено 38 жителей. В 1873 году здесь (деревня Молчановская) было отмечено дворов 6 и жителей 53, в 1905 8 и 35, в 1926 (Молчановщина или Анисифор) 12 и 68, в 1950 21 и 62, в 1989 проживало 38 человек. Нынешнее название утвердилось с 1939 года. По состоянию на 2020 год опустела.

## Население
Постоянное население  составляло 2 человека (русские 100%) в 2002 году, 1 в 2010.